# SN 1991D
SN 1991D – supernowa typu Ib odkryta 2 lutego 1991 roku w galaktyce LEDA0084044. W momencie odkrycia miała maksymalną jasność 16,40m.